# Atilio José Demaría
Atilio José Demaría, o en la versió italiana Attilio Demaria, (Buenos Aires, 19 de març de 1909 - Haedo, 11 de novembre de 1990) fou un futbolista argentí dels anys 30.
Va jugar amb la selecció argentina el Mundial de 1930. A continuació marxà a Itàlia on jugà amb la selecció italiana el mundial de 1934. En aquest país defensà els colors de l'Inter, disputant 295 partits entre 1931 i 1943, i marcà 86 gols. També jugà amb Gimnasia de La Plata, Estudantil Porteño i Club Atlético Independiente a l'Argentina i Novara Calcio, AC Legnano i Cosenza a Itàlia.
El seu germà petit Félix Demaría també jugà a futbol professionalment. Com era pràctica comuna a l'època Attilio era conegut com a Demaría I i Félix com a Demaría II.